# Etiópiai Szent Mózes
Etiópiai Szent Mózes, vagy Fekete Mózes (332 – 407. augusztus 28.) szentként tisztelt ókeresztény egyiptomi remete, az úgynevezett sivatagi atyák egyike.

## Élete
A szkétiszi szerzetesek harmadik nemzedékéhez tartozott. 332-ben született, és szerecsen származása,  fekete bőre miatt kapta „az etiópiai” melléknevet. Rabszolgaként tengette az életét, de ura egy lopás miatt elűzte magától. Mózes a sivatagba ment, ott egy rablócsapat vezetője lett, és fosztogatásai mellett emberölés is kapcsolható volt a nevéhez. Később bűnbánatot tartott, és a Szkétiszi kolostorba lépett vezekelni a bűneiért. Mestere először Egyiptomi Szent Makariosz, majd Egyiptomi Szent Izidor volt.
Egy idő után pappá szentelték, később pedig Makariosz tanácsára a sivataghoz közelebb fekvő Petrába vonult vissza remetéskedni. 407-ben a Szkétiszbe betörő rablók ölték meg, akik elől Mózes szándékosan nem akart elmenekülni vállalva a vértanúságot.

## Lásd még
- Ortodox szentek listája
- Sivatagi atyák